# Lothar Rădăceanu
Lothar Rădăceanu (n. 19 mai 1899, Rădăuți – d. 24 august 1955, Helsinki), pe numele său adevărat Lothar Wuertzel, Würtzel sau Wurzer, a fost un om politic român, etnic german (șvab), dedicat cauzei comuniste.

## Biografie
Ca scriitor, a utilizat și pseudonimele Robert Hart și Walter Rohuz.
 În anii '20, semna poeziile publicate în limba germană cu anagrama Walter Rohuz.
Lothar Rădăceanu a fost Ministrul muncii în Guvernul Constantin Sănătescu (2) (4 noiembrie - 5 decembrie 1944), în Guvernul Nicolae Rădescu (6 decembrie 1944 - 28 februarie 1945) și în Guvernul Petru Groza (1) (6 martie 1945 - 30 noiembrie 1946); Ministrul muncii și asigurărilor sociale în Guvernul Petru Groza (2) (1 decembrie 1946 - 29 decembrie 1947) și Guvernul Petru Groza (3) (30 decembrie 1947 - 14 aprilie 1948); Ministrul muncii și prevederilor sociale Guvernul Petru Groza (4) (15 aprilie 1948 - 2 iunie 1952) și în Guvernul Gheorghe Gheorghiu-Dej (1) (2 iunie - 28 iulie 1952).
Ca membru al Partidului Social Democrat a susținut unificarea acestui partid cu Partidul Comunist Român. Datorită rolului important pe care l-a avut în atragerea social-democraților spre unificarea cu Partidul Comunist Român a fost răsplătit cu numeroase funcții în Partidul Muncitoresc Român, rezultat din unificarea din 1948. A fost membru al Biroului Politic, membru al Comitetului Central, membru al Secretariatului CC, precum și membru al Biroului Organizatoric. A căzut în dizgrație în 1952, astfel că după Plenara din 26-27 mai 1952, nu a mai ocupat funcții importante.
Lothar Rădăceanu a fost deputat în Adunarea Deputaților în sesiunea 1946 - 1948; a fost deputat în Marea Adunare Națională în sesiunile din perioada 1948 - 1952 și 1952 - 1957.
A fost profesor universitar, șef al Catedrei de Germanistică de la Facultatea de Limbi și Literaturi Străine a Universității din București. În 1955 a fost ales membru titular al Academiei Române.
A murit în 1955 la Helsinki, unde participa la o Conferință Interparlamentară.